# Улянівка (Конотопський район)
Уля́нівка —  село в Україні, у Попівській сільській громаді Конотопського району Сумської області. Населення становить 3 осіб. До 2020 орган місцевого самоврядування — Михайло-Ганнівська сільська рада.

## Географія
Село Улянівка розташоване на березі струмка без назви, який за 9 км впадає у річку Ромен. На відстані 1 км розташовані села Михайло-Ганнівка та Турутине.

## Історія
Село постраждало внаслідок геноциду українського народу, проведеного окупаційним урядом СРСР у 1923—1933 роках та 1946-1947 роках.